# Права человека в России
Права человека в России закреплены во второй главе Конституции России, а также в ратифицированных страной в международных соглашениях. Человек, считающий, что его конституционное право нарушено нормой того или иного федерального закона, вправе после того, как пройдёт все судебные инстанции, подать жалобу в Конституционный суд Российской Федерации. Кроме того, если человек считает, что было нарушено его право, предусмотренное Международным пактом о гражданских и политических правах, он вправе обратиться в Комитет ООН по правам человека. Эффективность национальных правозащитных институтов в России остаётся низкой — по состоянию на 2010-е годы восстановления прав заявителей этим структурам удаётся добиться не более чем в 6—12 % случаев.
В конце 1990-х годов Россия ратифицировала с оговорками Европейскую конвенцию по правам человека, и с 1998 года на неё распространялась юрисдикция Европейского суда по правам человека (ЕСПЧ), куда граждане России могли подавать жалобы после исчерпания всех национальных судебных инстанций. В 2017 году Россия занимала второе место среди стран — членов Совета Европы по числу жалоб, рассматриваемых ЕСПЧ, и лидировала по количеству признанных ЕСПЧ нарушений Европейской конвенции о правах человека.
В декабре 2015 года был принят закон, который наделил Конституционный суд России полномочиями определять применимость решений международных органов, таких как ЕСПЧ. Поправки к Конституции России 2020 года и принятые вслед за ними законы, установившие приоритет Конституции России над международным правом, ограничили возможность россиян добиваться исполнения решений ЕСПЧ. Решения этого суда могли не выполняться, если признавались противоречащими конституции. С 16 марта 2022 года Россия перестала быть государством — членом Совета Европы. ЕСПЧ продолжил рассматривать жалобы на нарушения, имевшие место до 16 сентября 2022 года, в то время как власти России отказались исполнять решения, вступившие в силу после 15 марта 2022 года.
В докладах российских и международных правозащитных организаций отмечается ухудшение ситуации с правами человека в России. В них указывается, что власти усилили репрессии против гражданского общества, ограничили свободу слова, собраний и объединений, а также применяли законы о борьбе с экстремизмом и терроризмом против оппозиции и критиков режима. Пытки и жестокое обращение в местах заключения остаются безнаказанными, нарушается право на справедливое судебное разбирательство. Кроме того, наблюдается усиление дискриминации уязвимых групп, таких как ЛГБТ-сообщество. Российские официальные лица считают критику предвзятой и необъективной.
В России отмечается преследование правозащитников и политического инакомыслия, а также репрессии в отношении лиц и организаций гражданского общества. В частности, давлению подвергаются те из них, кто стремится сотрудничать с ООН, включая её правозащитные механизмы. С 2012 года в стране действует законодательство об «иностранных агентах» и «нежелательных организациях», используемое для ограничения гражданских свобод и давления на независимые организации. В середине 2023 года был принят закон, предусматривающий ответственность за участие в деятельности иностранных НКО, не зарегистрированных в Министерстве юстиции РФ.
Судебная система России подвержена манипуляциям со стороны политических властей. В делах, затрагивающих интересы власти или влиятельных лиц, действуют как формальные, так и неформальные механизмы, обеспечивающие им желаемый исход. В 2022 году лишь 0,33 % числа уголовных дел заканчивались оправдательным приговором.
В рейтинге демократии журнала The Economist по итогам 2022 года Россия заняла 146-е место из 167. По словам составителей, страна продемонстрировала наибольшее падение среди всех стран мира, а самый большой регресс в ней наблюдался в таких категориях, как гражданские свободы и участие граждан в политике. 1 мая 2023 года в соответствии с Резолюцией 51/25 приступил к работе Специальный докладчик ООН по правам человека в России.

## Конституционные права человека
Права и свободы человека в России закреплены в главе 2 Конституции России «Права и свободы человека и гражданина». Гражданин Российской Федерации обладает на её территории всеми правами и свободами и несёт равные обязанности, предусмотренные Конституцией РФ.
Российской конституцией гарантированы следующие права человека:
1. Личные (большинство из этих прав естественные, то есть не связаны с принадлежностью человека к государству):
  - право на жизнь (ст. 20)
  - право на достоинство (ст. 21, ч. 1)
  - право на безопасность (ст. 21, ч. 2)
  - право на свободу и личную неприкосновенность (ст. 22)
  - право на неприкосновенность частной жизни, личную и семейную тайну, защиту своей чести и доброго имени (ст. 23)
  - право на тайну переписки, телефонных переговоров, почтовых, телеграфных и иных сообщений (ст. 23, ч. 2)
  - право на ознакомление с документами и материалами, непосредственно затрагивающими его права и свободы (ст. 24, ч. 2)
  - право на неприкосновенность жилища (ст. 25)
  - право на определение и указание своей национальной принадлежности (ст. 26, ч. 1)
  - право на пользование родным языком (ст. 26, ч. 2)
  - право свободно передвигаться, выбирать место пребывания и жительства (ст. 27, ч. 1)
  - право свободно выезжать за пределы РФ и беспрепятственно возвращаться (ст. 27, ч. 2)
  - свобода совести и вероисповедания (ст. 28)
  - свобода мысли и слова (ст. 29, ч. 1)
  - право на информацию (ст. 29, ч. 4)
2. Политические (возникают вследствие состояния гражданства; часть этих прав может быть ограничена для иностранных лиц):
  - право на информацию (ст. 29)
  - право на объединение, свобода союзов, партий (ст. 30)
  - право на собрания, митинги, демонстрации, шествия, пикетирования (ст. 31)
  - право на участие в управлении делами государства (ст. 32, ч. 1)
  - право избирать и быть избранным (ст. 32, ч. 2)
  - право обращений в государственные органы (ст. 33)
3. Экономические (в том числе социально-экономические):
  - свобода предпринимательской деятельности (ст. 34)
  - право на частную собственность (ст. 35, 36)
  - право наследования (ст. 35, ч. 4)
  - свобода труда, право на труд в условиях, отвечающих требованиям безопасности и гигиены (ст. 37)
  - право на защиту от безработицы (ст. 37)
4. Социальные (в том числе социально-экономические):
  - право на отдых (ст. 37)
  - право на материнство, детство и отцовство (ст. 38)
  - право на социальное обеспечение (ст. 39)
  - право на охрану здоровья и медицинскую помощь (ст. 41)
  - право на благоприятную окружающую среду (ст. 42)
  - право на образование (ст. 43)
5. Культурные:
  - свобода творчества и преподавания (ст. 44, ч. 1)
  - право на участие в культурной жизни; на пользование культурными учреждениями (ст. 44, ч. 2)
  - доступ к культурным ценностям (ст. 44, ч. 2)
6. Экологические (выделяются из числа социально-экономических, но классификация признаётся не всеми исследователями):
  - право на благоприятную окружающую среду (ст. 42)
  - право на достоверную информацию о её состоянии (ст. 42)
  - право на возмещение ущерба, причинённого здоровью или имуществу экологическим правонарушением (ст. 42)

Все права и свободы человека защищаются равным образом, в Конституции не устанавливается иерархии прав и свобод.
Права связаны с обязанностями. Обязанности гражданина Российской Федерации:
- Соблюдение законов (ст. 15, ч. 2)
- не допускать нарушения прав и свобод др. лиц. при осуществлении своих прав и свобод (ст. 17, ч. 3)
- заботиться о своих детях, их воспитании (ст. 38, ч. 2)
- по достижении 18 лет заботиться о своих нетрудоспособных родителях (ст. 38, ч. 3)
- Основное общее образование обязательно (ст. 43, ч. 4)[14]
- Родители или лица, их заменяющие, обеспечивают получение детьми основного общего образования. (ст. 43, ч. 4)
- Охрана исторических и культурных памятников (ст. 44, ч. 3)
- Уплата налогов (ст. 57)
- Охрана природы и окружающей среды, бережное отношение к природным богатствам (ст. 58)
- Защита Отечества (ст. 59, ч. 1)

Контроль за соблюдением прав и свобод человека в деятельности государственных органов и должностных лиц России осуществляет уполномоченный по правам человека в Российской Федерации в соответствии с Конституцией.
Дискриминация запрещена законом. В Уголовном кодексе имеется статья 136 «Нарушение равенства прав и свобод человека и гражданина», которая предусматривает ответственность за дискриминацию, совершённую с использованием служебного положения. Однако в научных публикациях эту статью относят к числу «неработающих», а некоторые авторы и вовсе ставят под сомнение целесообразность нахождения норм об ответственности за дискриминационные преступления в уголовном законодательстве. По данным судебной статистики за 2014 год, по этой статье не был осуждён никто. При этом дискриминация без использования служебного положения 7 декабря 2011 года была декриминализована.

## Основные документы ООН и Совета Европы
| Основные документы ООН | Участие России                                                                       |
| --- | ------------------------------------------------------------------------------------ |
| Международная конвенция о ликвидации всех форм расовой дискриминации                                                                    | Ратифицирована в 1969 г., заявление о допуске индивидуальных жалоб сделано в 1991 г. |
| Международный пакт о гражданских и политических правах                                                                                  | Ратифицирован в 1973 г.                                                              |
| Факультативный протокол к Международному пакту о гражданских и политических правах                                                      | Присоединение в 1991 г.                                                              |
| Второй Факультативный протокол к Международному пакту о гражданских и политических правах                                               | Не подписан                                                                          |
| Международный пакт об экономических, социальных и культурных правах                                                                     | Ратифицирован в 1973 г.                                                              |
| Конвенция о ликвидации всех форм дискриминации в отношении женщин                                                                       | Ратифицирована в 1981 г.                                                             |
| Факультативный протокол к Конвенции о ликвидации всех форм дискриминации в отношении женщин                                             | Ратифицирован в 2004 г.                                                              |
| Конвенция против пыток и других жестоких, бесчеловечных или унижающих достоинство видов обращения и наказания                           | Ратифицирована в 1987 г., заявление о допуске индивидуальных жалоб сделано в 1991 г. |
| Факультативный протокол к Конвенции против пыток и других жестоких, бесчеловечных или унижающих достоинство видов обращения и наказания | Не подписан                                                                          |
| Конвенция о правах ребёнка | Ратифицирована в 1990 г.                                                             |
| Факультативный протокол к Конвенции о правах ребёнка, касающийся участия детей в вооружённых конфликтах                                 | Ратифицирован в 2008 г.                                                              |
| Факультативный протокол к Конвенции о правах ребёнка, касающийся торговли детьми, детской проституции и детской порнографии             | Ратифицирован в 2013 г.                                                              |
| Международная конвенция о защите прав всех трудящихся-мигрантов и членов их семей                                                       | Не подписана                                                                         |
| Конвенция о правах инвалидов | Ратифицирована в 2012 г.                                                             |
| Факультативный протокол к Конвенции о правах инвалидов                                                                                  | Не подписан                                                                          |

| Основные документы Совета Европы                                                                                  | Участие России                                                                                                |
| --- | --- |
| Европейская Конвенция о защите прав человека и основных свобод (ЕКПЧ)                                             | Ратифицирована в 1998 г. Россия перестала быть стороной конвенции в 2022 г. Формально денонсирована в 2023 г. |
| Протокол № 1 ЕКПЧ                                                                                                 | Ратифицирован в 1998 г. Денонсирован в 2023 г.                                                                |
| Протокол № 4 ЕКПЧ                                                                                                 | Ратифицирован в 1998 г. Денонсирован в 2023 г.                                                                |
| Протокол № 6 ЕКПЧ                                                                                                 | Подписан в 1997 г.                                                                                            |
| Протокол № 7 ЕКПЧ                                                                                                 | Ратифицирован в 1998 г. Денонсирован в 2023 г.                                                                |
| Протокол № 12 ЕКПЧ                                                                                                | Подписан в 2000 г.                                                                                            |
| Протокол № 13 ЕКПЧ                                                                                                | Не подписан                                                                                                   |
| Европейская социальная хартия                                                                                     | Не подписана                                                                                                  |
| Дополнительный протокол к Европейской социальной хартии 1988 года                                                 | Не подписан                                                                                                   |
| Дополнительный протокол к Европейской социальной хартии 1995 года                                                 | Не подписан                                                                                                   |
| Пересмотренная Европейская социальная хартия                                                                      | Ратифицирована в 2009 г., заявление о допуске коллективных жалоб не сделано                                   |
| Европейская конвенция по предупреждению пыток и бесчеловечного или унижающего достоинство обращения или наказания | Ратифицирована в 1998 г.                                                                                      |
| Европейская хартия региональных языков и языков меньшинств                                                        | Подписана в 2001 г.                                                                                           |
| Рамочная конвенция о защите национальных меньшинств                                                               | Ратифицирована в 1998 г.                                                                                      |

## Государственные правозащитные институты: омбудсмены и прокуратура
В России сформирована широкая сеть государственных правозащитных омбудсменов. На федеральном уровне действуют Уполномоченные по правам человека, по правам ребёнка и по правам предпринимателей. Они назначаются федеральной властью и финансируются из бюджета Российской Федерации. На региональном уровне такие же три омбудсмена действуют почти в каждом субъекте Российской Федерации. Эффективность этих институтов невелика — добиться восстановления прав удаётся не более, чем по 6 — 12 % поступивших жалоб. Уполномоченный по правам человека в Российской Федерации В. П. Лукин в 2013 году смог добиться полного восстановления прав заявителей по 5,8 % дел, заведённых им по поступившим к нему жалобам. Похожие показатели и у региональных омбудсменов. Например, Уполномоченный по правам человека в Ростовской области в интервью сообщил в 2016 году, что ему удаётся добиться положительного решения только по 12 % получаемых обращений. Иногда Уполномоченные по правам человека завышают показатели своей эффективности. Например, омбудсмен из Якутии сообщила своему коллеге из Ростовской области, что ей удаётся добиться принятия положительного решения по 80 % обращений. Ростовский Уполномоченный (в прошлом прокурор Ростовской области) в 2016 году заметил, что столь высокой эффективности у омбудсмена быть не может.
Столь же низкие показатели эффективности у органов прокуратуры. В 2016 году ростовский Уполномоченный отметил, что прокуратура, имея властно-распорядительные функции, удовлетворяет только 8 % поступивших к ней обращений.

## Нарушения права на жизнь
Статья 20 Конституции Российской Федерации предусматривает, что каждый имеет право на жизнь, но смертная казнь впредь до её отмены может применяться за особо тяжкие преступления. Уголовный кодекс Российской Федерации допускает применение смертной казни, хотя и устанавливает целый ряд ограничений на её применение. Президент России в порядке помилования может заменить её на пожизненное заключение или лишение свободы на срок 25 лет. Россия, хотя и ратифицировала Европейскую конвенцию по правам человека в 2001 году, присоединилась не ко всем дополнительным протоколам к ней. В частности, Протокол № 6, предусматривающий отмену смертной казни в мирное время, не ратифицирован, хотя и был подписан в 1997 году. Тем не менее, фактически в России с 1996 года смертная казнь не применяется. Более того, в 1999 году Конституционный Суд РФ ввёл мораторий на смертную казнь до образования суда присяжных на всей территории страны. В 2009 году он продлил этот мораторий на бессрочной основе.
Однако правозащитный центр «Мемориал» и Комитет против пыток, а также «Новая газета» сообщали о внесудебной казни 27 человек в 2017 году в Грозном. Неправительственные организации и независимые СМИ опубликовали сообщения о том, что в декабре 2018 года — январе 2019 года органы власти Чечни возобновили кампанию применения насилия в отношении лиц, считающихся представителями сообщества ЛГБТИ, двое из которых, по имеющимся сведениям, умерли от пыток, находясь в заключении.
В 2006 году в Москве была убита журналистка Анна Политковская. Её убийство вызвало большой резонанс и, хотя пять причастных к убийству лиц впоследствии были осуждены, в 2018 году Европейский суд по правам человека постановил, что при расследовании убийства государство допустило ряд нарушений.
В 2009 году в Грозном была похищена и убита правозащитница Наталья Эстемирова, а также были похищены и убиты гражданские активисты Зарема Садулаева и Алик Джабраилов. Эти преступления остаются нераскрытыми.
Большой резонанс вызвало убийство в 2015 году оппозиционного политика Бориса Немцова. Правозащитники и семья Немцова по-прежнему полагают, что власти намеренно игнорируют вопрос о том, кто заказал и организовал убийство, и отмечают, что эти люди все ещё находятся на свободе.
По данным доклада Рабочей группы ООН по насильственным или недобровольным исчезновениям от 2017 года, в России было зафиксировано 808 невыясненных случаев насильственного или недобровольного исчезновения людей, к 2019 году было зафиксировано 849 таких случаев.
Было множество сообщений о том, что в некоторых исправительных колониях сотрудники администрации систематически пытали заключённых, что в ряде случаев приводило к их смерти. В 2019 году к 12 годам лишения свободы был приговорён бывший заместитель начальника исправительной колонии № 6 Брянской области Иван Маршалко, который в 2018 году распял при помощи наручников на двухспальной кровати 58-летнего осуждённого, после чего заткнул ему рот тряпкой, от чего через несколько часов заключённый умер. 12 марта 2019 года в исправительной колонии № 6 Владимирской области был найден мёртвым Аюб Тунтуев, бывший охранник бывшего президента Чечни Ахмата Кадырова, осуждённый по обвинению в терроризме. Всё время нахождения в колонии Тунтуев постоянно жаловался на насилие со стороны сотрудников колонии, включая жестокие избиения и пытки электрошоком. В 2016 году он подал жалобу в ЕСПЧ в связи с жестоким обращением. Хотя руководство колонии утверждало, что Тунтуев совершил самоубийство, его родственники сообщили, что тело покойного было покрыто синяками, а лёгкие и почки изъяты. Однако Следственный комитет РФ пришёл к выводу об отсутствии признаков избиения Тунтуева.
Поступали данные о том, что полицейские избивают людей или совершают в их отношении другие насильственные действия, что в ряде случаев приводило к смерти жертв. Так, 11 апреля 2019 года в Орехово-Зуево полицейские жестоко избили дагестанца Сулли Юнусилау, который скончался в больнице от полученных травм через неделю после избиения. 3 октября 2017 года в больнице Нижнего Тагила умер Станислав Головко, ранее задержанный по подозрению в совершении кражи. Полицейскими ему было нанесено 25 жестоких ранений. В 2018 году трое полицейских за это были приговорены к 3,5 годам, 3 годам и 4 месяцам, 3 годам и 2 месяцам лишения свободы, соответственно. Уже в 2019 году все эти трое полицейских были условно-досрочно освобождены.
В 2007 году директор движения «За права человека в республике Башкортостан» Ильдара Исангулова заявлял, что в Башкортостане не расследуются десятки уголовных дел, в причастности к которым потерпевшие или родственники убитых подозревают сотрудников милиции. Среди таких дел — убийства 17-летней Светланы Карамовой и 15-летней Елены Александровой.
В России за 2015 год по официальным данным в местах лишения свободы умерли 3977 человек, из которых 87 % по причине различных заболеваний, в том числе по причине ненадлежащего качества медицинской помощи. Особенно тяжёлая ситуация складывается с лечением ВИЧ-инфицированных заключённых, число которых, по данным генерального прокурора России, на 2016 год превышает 62 тыс. человек. По показателям смертности среди заключённых Россия занимает одно из ведущих мест в Европе. Среди стран Совета Европы Россия занимает первое место по числу заключённых на 100 тыс. населения — 467 заключённых на 100 тыс. населения на 2013 год (в среднем по странам Совета Европы этот показатель составил тогда 124 заключённого на 100 тыс. человек). Россия также в 2014 году заняла ведущие места среди стран Совета Европы по уровню смертности заключённых (в 2013 году смертность составила 61,6 человека на 10 тыс. заключённых, в среднем по странам Совета Европы этот показатель был 28 человек на 10 тыс. заключённых), а также по числу самоубийств среди заключённых (461 смерть от суицида за 2013 год).

## Случаи пыток и жестокого обращения
Международная организация Международная амнистия в своих ежегодных докладах сообщает о случаях пыток в российских тюрьмах, а также об избиении полицией подсудимых в подследственных учреждениях.
Пытки в следственных изоляторах и изоляторах временного содержания в Российской Федерации — факт, который невозможно отрицать. Страна демонстрирует неспособность соблюдать свои обязательства в рамках международного и внутреннего права в части защиты прав граждан.
В официальном докладе организации за 2005 год организация получила улики и медицинские доказательства более 100 пыток в 11 из 89 российских регионов (без учёта Чечни и других горячих точек).
Также «Международная амнистия» описывает случаи, когда пытки в отношении заключённых осуществляли другие заключённые. Одним из примеров данных нарушений прав человека является избиение уголовниками около 30 подозреваемых в Екатеринбурге. Некоторые жертвы рассказывали о специальных камерах, где подозреваемые насиловались.
В январе 2006 года ЕСПЧ обязял Россию выплатить 250 тысяч евро по делу о пытках током жителя Нижнего Новгорода, который, как признал суд, стал из-за этого инвалидом.
Россия по решению ЕСПЧ обязана выплатить 35 тысяч евро за издевательства и пытки жительницы Ростовской области Ольги Менешевой. Милиционеры избивали её ногами и дубинками в течение 5 дней, требуя дать свидетельские показания. Ей угрожали изнасилованием и расправой над родственниками, запрещали кому-либо звонить. Незадолго до суда девушка сообщила, что ей угрожают, но дело было рассмотрено.
В российском городе Благовещенске, а также в 20 сёлах вокруг города в декабре 2004 года органы милиции совершили массовое избиение жителей, от которого, по данным правозащитников, пострадало более 1000 человек (по данным следствия пострадало около 300 человек). Людей избивали, пытали, заставляли давать ложные показания. После того как правозащитники и «Новая газета» рассказали об этих противоправных акциях, милиция пыталась скрыть свои издевательства, предлагая жертвам крупные взятки и пытаясь отозвать иски пострадавших.

## Свобода слова
В России зарегистрировано множество СМИ, но наиболее крупные федеральные телеканалы находятся в государственной собственности. Кроме того, свободу слова значительно ограничивает ряд законодательных актов. Российские печатные СМИ отличаются тем, что они независимы не столько юридически, сколько в социальном плане (от читателей): издания практически полностью не реагируют на письма читателей, не поддерживают «обратной связи» с ними, не изучают оценку читателями своей деятельности, не стремятся удовлетворить читательские информационные потребности, предлагая лишь своё видение печатных
полос и сюжетов, излагаемых в публикациях журналистов. В постсоветский период произошло резкое сокращение читательской аудитории российских газет: по данным опросов в 1990 году регулярно прессу не читали 4 % опрошенных, в 2002 году — 13,5 % опрошенных, в 2006 году — 30 % опрошенных. Также свобода слова ограничена антиэкстремистским законодательством, нормы которого в ряде случае сформулированы неконкретно. Также ограничению свободы слова способствует уголовное преследование за клевету в отношении государственных чиновников.

### Массовое уголовное преследование за экстремизм (с 2011 года)

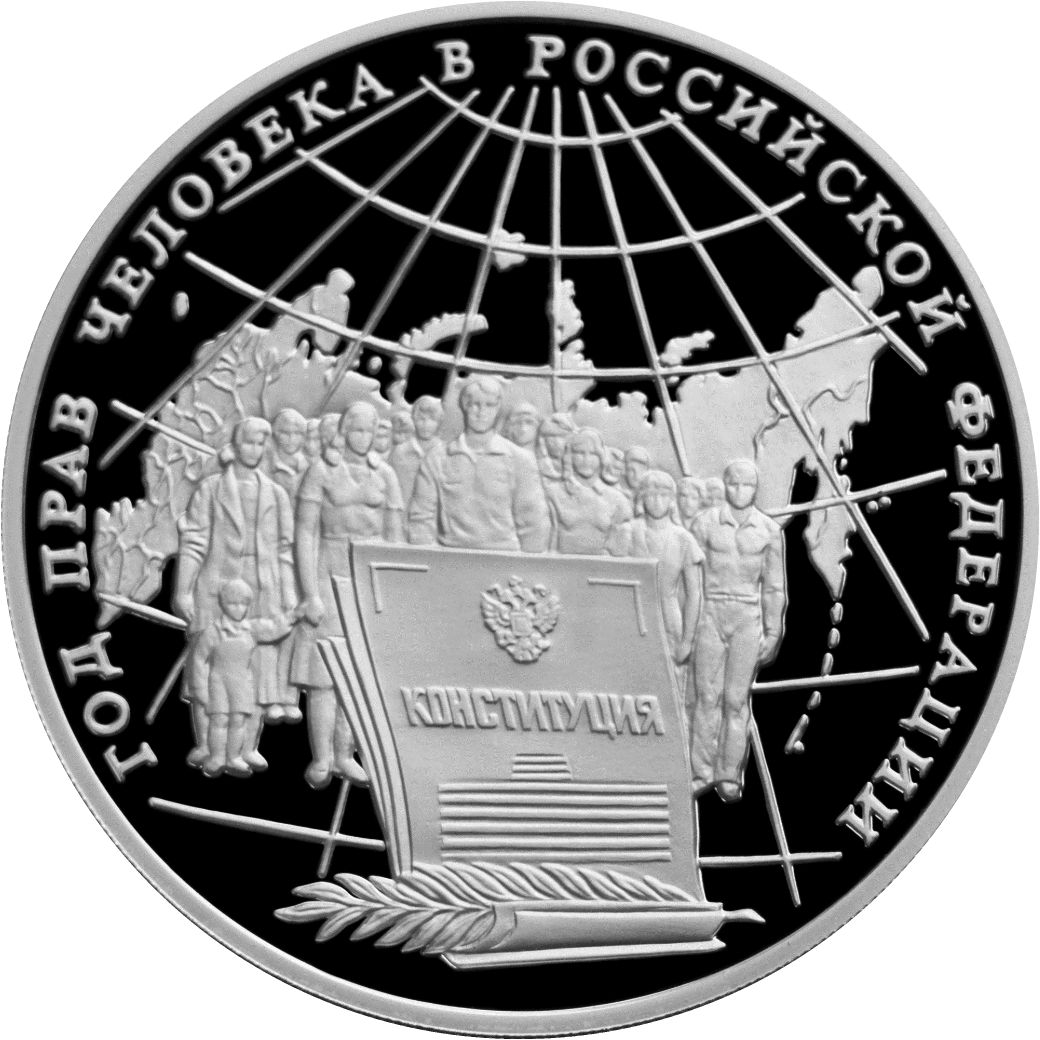
Памятная монета 3 рубля в честь Года прав человека в Российской Федерации, 1998 год

По оценке «Международной амнистии», российские власти в 2016 году «чрезмерно часто пользовались антиэкстремистским законодательством, тем самым нарушая право на свободу мнений». При этом «Международная амнистия» со ссылкой на данные некоммерческого объединения «Сова» отметила, что 90 % всех приговоров за экстремизм приходится на перепосты и высказывания в социальных сетях.
С 2011 года в России резко увеличилось число осуждённых за экстремизм (статья 282 Уголовного кодекса Российской Федерации) — в 2011 году по ней осудили в РФ 149 человек (117 лиц по основной и 32 по дополнительной квалификации), а в 2015 году уже 444 человека (378 лиц по основной и 66 лиц по дополнительной). То есть за 4 года число осуждённых по 282 статье увеличилось более, чем в 3 раза. Скорее всего увеличению числа осуждённых способствует то обстоятельство, что 282 статья позволяет наказывать за возбуждение ненависти или вражды к «социальной группе», при этом в российском законодательстве понятие «социальная группа» никак не определено. Поэтому в уголовных делах возникают самые удивительные «социальные группы». Например, в Екатеринбурге мать-одиночка Е. Вологженина была осуждена за возбуждение ненависти к «добровольцам из России, воюющим на стороне ополченцев с востока Украины», при этом суд постановил уничтожить признанные орудиями преступления — компьютер и мышку. «Международная Амнистия» приводит дело Вологжениной как пример нарушения свободы выражения мнений. К тому же уровень познаний отдельных российских обвинителей не всегда высок. Например, помощник прокурора по делу об административном правонарушении, связанному с экстремистской символикой, пообещал вызвать в свой кабинет Кукрыниксов (видимо он не знал, что они давно умерли). Также в России преследование за экстремизм иногда бывает за высказывания в отношении представителей властей, которых суд признает социальной группой. Например, блогер С. Терентьев был осужден ещё в 2008 году за возбуждение ненависти к милиционерам, которых суд признал социальной группой. Столь широкое толкование понятия «экстремизм» давно вызывает критику со стороны организаций Совета Европы. В 2012 году Венецианская комиссия признала российский закон о противодействии экстремистской деятельности слишком неопределённым и непредсказуемым.
В 2013 году Европейская комиссия по борьбе с расизмом и нетерпимостью предложила России пересмотреть само определение понятия «экстремизм», «для обеспечения того, чтобы оно распространялось лишь на серьёзные случаи, связанные с ненавистью и насилием» и в законе «чётко изложить те критерии, которые должны соблюдаться для того, чтобы объявить какой-либо материал экстремистским», причём в 2016 году эта комиссия обратила внимание, что её рекомендация не была выполнена за 3 года.
В некоторых случаях дела об экстремистских правонарушениях видимо фабрикуются работниками правоохранительных органов из желания получить повышение по службе и иные поощрения. Например, в Ростовской области был осуждён в июле 2016 года (и тут же освобождён от наказания по амнистии) полицейский, который заставил ранее привлекавшегося гражданина опубликовать в социальной сети запрещённую символику, обещая даже заплатить за него административный штраф; свои действия полицейский мотивировал желанием получить поощрения по службе и положительную оценку своей работы.

### Новые статьи Уголовного кодекса — уголовная ответственность за слова
В 2013—2014 годах Уголовный кодекс Российской Федерации пополнился несколькими статьями, которые предусматривают уголовную ответственность за высказывания:
- Статья 280.1 Публичные призывы к осуществлению действий, направленных на нарушение территориальной целостности Российской Федерации (введена в конце 2013 года, ужесточена в 2014 году[52]). В 2015 году в России по ней были осуждены 5 человек[46].
- Статья 354.1. Реабилитация нацизма, которая (части 1 и 2) предусматривает уголовную ответственность в том числе за «распространение заведомо ложных сведений о деятельности СССР в годы Второй мировой войны» (введена в 2014 году[53]). В 2015 году в России по ч. 1 этой статьи был осуждён 1 человек[52].
- В апреле 2022 года был принят Федеральный закон от 16.04.2022 № 103-ФЗ «О внесении изменений в Кодекс Российской Федерации об административных правонарушениях», который включил в Кодекс Российской Федерации об административных правонарушениях статью 13.48 об ответственности за «публичное отождествление целей, решений и действий руководства, командования и военнослужащих СССР и нацистской Германии в ходе Второй мировой войны и отрицание решающей роли СССР в разгроме нацистской Германии и гуманитарной миссии Советского Союза при освобождении европейских стран». Максимальное наказание по этой статье составляет 15 суток ареста[54].

### Уголовное преследование за клевету в отношении государственных чиновников
В России статья 128.1 «Клевета» иногда используется для преследования тех, кто критикует представителей власти. Например, в 2016 году было возбуждено уголовное дело по части первой этой статье в отношении жителя Магадана, который критиковал местного губернатора В. П. Печёного во время общественной проверки качества построенных домов. Примечательно, что уголовное дело возбудил не орган дознания, а Следственный комитет, причём оно было передано на рассмотрение отделу по особо важным делам. В России подобные дела отнесены законом не к Следственному комитету, а к органам дознания — местным отделам полиции. Но для губернатора видимо сделано исключение[нейтральность?]. В том же 2016 году было возбуждено уголовное дело в отношении стритрейсера Э. Китуашвили: клеветой были признаны обвинения в коррупции в адрес трёх руководящих работников МВД и ГИБДД, произнесенные Китуашвили в суде.

### Права журналистов и СМИ
По данным Фонда защиты гласности в 2014 году в России погибли 5 журналистов, было совершено 58 нападений на представителей прессы, 103 журналиста были задержаны силовиками, было зафиксировано 24 случая уголовного преследования журналистов и СМИ. Кроме того отмечены иные случаи давления в 2014 году, а именно 23 увольнения редакторов и журналистов, 392 отказа журналистам в предоставлении информации, 11 отказов от печатания (распространения) СМИ, 36 случаев отключения от эфира (прекращения вещания), 15 прекращений выхода СМИ, 17 изъятий (скупка или арест) тиража.

### Ограничения свободы слова в связи с вторжением на Украину в 2022 году
4 марта был подписан закон, предусматривающий уголовное наказание в виде лишения свободы за распространение «недостоверных сведений» о действиях Вооружённых сил РФ в военных операциях. На 22 июля было возбуждено не менее 74 уголовных дел о «фейках» про российскую армию. Кроме того, с 4 марта по 22 июля было составлено 3303 административных протокола по статье 20.3.3 КоАП РФ («дискредитация» армии), по которым было взыскано штрафов суммарно более чем на 50 млн рублей.
24 февраля 2022 года Роскомнадзор выступил с официальным требованием к СМИ и информационным ресурсам при размещении публикаций, касающихся освещения текущих военных событий на Украине, «использовать информацию и данные, полученные ими только из официальных российских источников», под угрозой блокировки. 26 февраля в соответствии с требованием Генеральной прокуратуры РФ Роскомнадзор направил уведомления ряду СМИ с требованием ограничить доступ к «недостоверной информации» о жертвах среди гражданских лиц. С 28 февраля по 27 марта Роскомнадзор заблокировал сайты (а в ряде случаев и страницы в социальной сети ВКонтакте) многих российских и иностранных СМИ, в частности «Настоящее время», «Дождь», «Эхо Москвы» (которое также было отключено от эфира), The Village, Meduza, «Радио Свобода», Би-би-си, «Голос Америки», Deutsche Welle, Euronews, «Bild», «Медиазона», «Кавказский узел», Republic, ряда украинских СМИ, страницу Михаила Ходорковского во ВКонтакте, сайт Александра Невзорова nevzorov.tv. Всего, по данным Роскомсвободы, к 11 июля было заблокировано 5300 сайтов.
После блокировки радиостанция «Эхо Москвы» была ликвидирована решением совета директоров. Многие независимые издания, опасаясь преследования журналистов, прекратили работу либо прекратили рассказывать о войне и даже удалили уже опубликованные материалы или приняли решение о прекращении освещения вторжения на Украину, радиостанция «Серебряный дождь» сообщила о снятии всех «разговорных» передач.
Также был заблокирован доступ к социальным сетям Facebook, Twitter и Instagram, заблокированы сайты объединения наблюдателей «Голос», движения «За права человека» и отделения Amnesty International в Восточной Европе и Центральной Азии, расследовательских ресурсов Bellingcat и The Insider.

## Свобода собраний

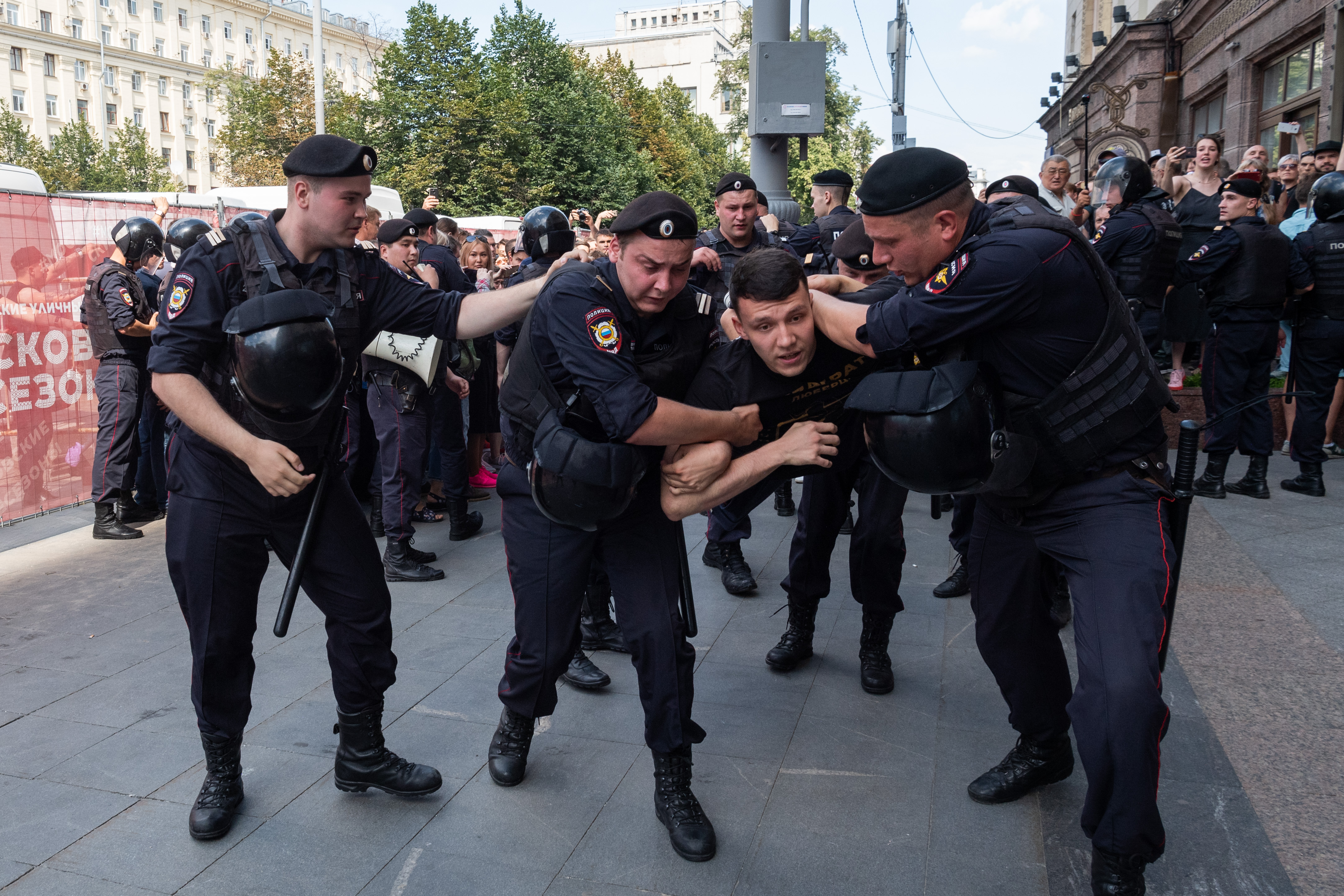
Задержание полицейскими протестующего на акции в Москве, 2019 год

Согласно опубликованному в сентябре 2017 года меморандуму комиссара по правам человека Совета Европы, указывается, что после внесения изменений в законодательство в 2012 и 2014 годах в российском правовом регулировании публичных мероприятий появилось намного больше ограничений, особенно в том, что касается возможности организаторам самостоятельно определять место и характер проведения публичного мероприятия. Уведомительная процедура, которая и раньше толковалась ограничительно, на практике превращается в фактическую обязанность получать разрешение на проведение публичного мероприятия. Власти редко проявляют терпимость к нарушениям при организации и проведении публичных мероприятий, которые не были предварительно согласованы с ними. Наказания, вплоть до уголовной ответственности за нарушение порядка организации и проведения публичных мероприятий, резко ужесточились и широко применяются.
10 мая 2023 года в письме мэру Москвы Сергею Собянину руководитель фракции «Яблоко» в Мосгордуме Максим Круглов потребовал немедленно отменить запрет на публичные акции, связанный с пандемией COVID-19, так как 5 мая 2023 года Всемирная организация здравоохранения объявила об окончании этой пандемии. Однако заместитель руководителя Департамента региональной безопасности и противодействия коррупции правительства Москвы Василий Олейник, сославшись на «международный опыт», ответил ему, что «полностью отменять противоэпидемиологические ограничения преждевременно», и запрет на проведение митингов в Москве остается в силе. При этом он не распространяется на «массовые зрелищные и культурно-досуговые мероприятия», например, на митинги с участием президента Путина в Лужниках.

## Свобода вероисповедания
В российском законодательстве право на свободу совести закреплено в статье 28 Конституции, установившей, что «каждому гарантируется свобода совести, свобода вероисповедания, включая право исповедовать индивидуально или совместно с другими любую религию или не исповедовать никакой, свободно выбирать, иметь и распространять религиозные и иные убеждения и действовать в соответствии с ними». Эта же норма воспроизведена в Федеральном законе "О свободе совести и о религиозных объединениях (ст. 3, п. 1). В этой же статье закона раскрывается ещё ряд важных аспектов права на свободу совести: никто не обязан сообщать о своём отношении к религии и не может подвергаться принуждению при определении своего отношения к религии, к исповеданию или отказу от исповедания религии, к участию или неучастию в богослужениях, других религиозных обрядах и церемониях, в деятельности религиозных объединений, в обучении религии. Запрещается вовлечение малолетних в религиозные объединения, а также обучение малолетних религии вопреки их воле и без согласия их родителей или лиц, их заменяющих. Воспрепятствование осуществлению права на свободу совести и свободу вероисповедания запрещается и преследуется в соответствии с федеральным законом. Проведение публичных мероприятий, размещение текстов и изображений, оскорбляющих религиозные чувства граждан, вблизи объектов религиозного почитания запрещаются. Тайна исповеди охраняется законом. Священнослужитель не может быть привлечён к ответственности за отказ от дачи показаний по обстоятельствам, которые стали известны ему из исповеди.
20 апреля 2017 года Верховный суд Российской Федерации признал экстремистской деятельность «Управленческого центра Свидетелей Иеговы в России», запретив его деятельность и деятельности всех 395 отделений на территории России. Имущество «Управленческого центра Свидетелей Иеговы» в России подлежит конфискации и обращению в пользу государства. 17 июля 2017 года апелляционная жалоба «Управленческого центра Свидетелей Иеговы в России» на признание организации экстремистской, её ликвидацию и запрет деятельности на территории России была отклонена Верховным судом Российской Федерации.
17 августа 2017 года Министерство юстиции Российской Федерации включило «Управленческий центр Свидетелей Иеговы в России» и его 395 местных религиозных организаций в список запрещённых в России организаций.
С апреля 2018 года начались массовые аресты свидетелей Иеговы в разных городах России — за два месяца были возбуждены уголовные дела за участие в экстремистской организации в отношении около 20 членов организации (некоторые из них были взяты под стражу):
- Пермь — 1 человек;
- Оренбургская область — 11 обвиняемых (3 взяты под стражу);
- Биробиджан — 1 обвиняемый (взят под стражу, но позднее отпущен);
- Мурманская область — 2 обвиняемых (оба взяты под стражу);
- Владивосток — 3 обвиняемых (1 взят под стражу, две пожилые женщины оставлены под подпиской о невыезде);
- Уфа — 1 человек.
- Орёл — суд Железнодорожного района Орла приговорил гражданина Дании Денниса Кристенсена к шести годам колонии, признав его виновным в экстремизме (часть 1 статьи 282.2 уголовного кодекса)[81].

Международная правозащитная организация Amnesty International выступила в защиту организации от преследований со стороны российских властей.
14 февраля 2012 года Европейский парламент выразил «глубокую озабоченность в отношении неправильного использования антиэкстремистского законодательства» в отношении свидетелей Иеговы и «неуместного запрета их материалов в качестве экстремистских».
В 2015 году Комитет по правам человека ООН выразил озабоченность сообщениями, что Федеральный закон «О противодействии экстремистской деятельности» «всё чаще используется для ограничения […] свободы религии, будучи направлен, в частности, против свидетелей Иеговы».

## Свобода выезда за пределы России
С 2015 года многим категориям силовиков был запрещён выезд в большинство стран мира.
В марте 2020 года из-за пандемии COVID-19 был остановлен выезд россиян за рубеж. В августе 2020 года Россия начала восстанавливать авиасообщение с отдельными странами.

## Трудовые права в России
Трудовые права в России хронически нарушаются. Особенно тяжёлая ситуация складывается в сфере трудовой занятости осуждённых к лишению свободы. Уполномоченный по правам человека в РФ охарактеризовал её как катастрофическую. По данным ФСИН, работает около 30 % осуждённых к лишению свободы.
Заключённые получают обычно очень низкую заработную плату, в ряде случаев символическую. В 2013 году представители Уполномоченного по правам человека в РФ посетили две исправительные колонии ГУФСИН по Республике Марий Эл (ИК № 6 и ИК № 7). Выяснилось, что минимальная зарплата осуждённых составляет 1080 рублей (более чем в 4 раза ниже федерального МРОТ), а средний заработок составил от 2243 до 3217 рублей в месяц. Это ещё не самые низкие зарплаты. В Свердловской области в ИК № 46 ГУФСИН средняя зарплата осуждённого не превышала 1980 рублей, а на лицевой счёт осуждённого зачислялось не более четверти этой суммы. Нередки случаи, отмечается в докладе Уполномоченного, когда зарплата осуждённого составляла рублей двести в месяц.
Трудовые права свободных граждан защищены лучше, но нарушаются регулярно. Этому способствуют нормы Трудового кодекса Российской Федерации устанавливающие сокращённые для работника сроки исковой давности по трудовым спорам. Работник вправе обратиться в суд в течение 3 месяцев с момента, когда узнал или должен был узнать, что его право нарушено (с 2016 года кроме дел, связанных с задержкой выплаты зарплаты). Для признания увольнения незаконным работник может обратиться в суд в течение одного месяца со дня получения копии приказа об увольнении или выдачи трудовой книжки. Работодатель же вправе согласно этой статье обратиться в суд в течение года с того момента как узнал о том, что работник причинил ему ущерб. Эти сроки обращения в суд были перенесены в Трудовой кодекс из статьи 211 КЗоТ РСФСР. В 2016 году срок обращения работника в суд по спорам о невыплате зарплаты был увеличен до 1 года. В докладе Уполномоченного по правам человека в Российской Федерации за 2016 год сообщается, что работодатели зачастую искусственно сдерживают обращение работника в суд при незаконном увольнении (предлагают сначала обратиться в Государственную инспекцию труда, обещают скоро трудоустроить и т. п.). В итоге работник пропускает месячный срок и суд вынужден ему отказывать, не рассматривая дело об увольнении по существу. Уполномоченный по правам человека в Российской Федерации Т. Н. Москалькова при поддержки Федерации независимых профсоюзов России предложила увеличить срок судебного обжалования случаев увольнения.
В России существует дискриминация лиц с криминальным прошлым. Таких граждан в стране миллионы. По оценке бывшего первого заместителя председателя Верховного суда Российской Федерации В. И. Радченко, лица с судимостью на 2008 год составляли в России около 15 млн человек, или почти четвертую часть взрослого мужского населения страны. При этом лишь третья часть этой категории (около 5 млн) отбывала реальное заключение. В некоторых даже частных организациях России существует практика отказа в приеме на работу тем, кто был ранее судим. Информация о судимости формально закрытая, но фактически службы безопасности организаций каким-то образом проверяют кандидатов. В анкетах, которые заполняет соискатель при приёме на работу часто присутствует пункт о том, привлекался ли он по уголовному делу.
В последние годы трудовая дискриминация лиц с криминальным прошлым была закреплена законодательно.
Закон в России установил следующие категории трудовых лишенцев
1. Лица с криминальным прошлым — вне зависимости от статьи, по которой привлекался человек. Время, прошедшее с момента осуждения значения не имеет. К этой же категории относятся те, в отношении которых дело было возбуждено, но прекращено по нереабилитирующему основанию (амнистия, истечение срока давности, примирение сторон, деятельное раскаяние). Для этой категории с 2011 года установлен пожизненный запрет на службу в полицию. Все полицейские, имевшие судимость, в том числе погашенную, были уволены вне зависимости от их заслуг и времени, прошедшего с момента осуждения. Тяжесть совершенного преступления не имела значения — равно подлежали увольнению как осуждённые за убийство, так и осуждённые за побои. Уволены были из полиции также те, кто не имел судимости, а уголовное дело было прекращено, например за истечением срока давности. Конституционный суд посчитал, что не могут быть уволены из МВД только те лица с криминальным прошлым, в отношении которых уголовное дело частного обвинения было прекращено за примирением сторон до установления запрета на приём подобных лиц в МВД (Постановление Конституционного суда РФ от 21 марта 2014 г.). В 2013 году был уволен полковник полиции А. П. Гусев, в отношении которого в 2007 году было прекращено за истечением срока давности уголовное дело частного обвинения. Попытки уволенного добиться восстановления на работе оказались тщетны, а Конституционный суд отказал в принятии его жалобы, не найдя нарушения его конституционных прав. Особый трагизм придаёт этой ситуации тот факт, что полковник А. П. Гусев проходил по делу частного обвинения, а преступления по делам частного обвинения считаются не представляющими повышенной общественной опасности. Дела о таких преступлениях рассматриваются мировыми судьями, возбуждаются по заявлению потерпевшего. Судья обязан прекратить дело частного обвинения по реабилитирующему основанию в случае отказа потерпевшего от заявления или если потерпевший без уважительной причины не явился в судебное заседание.
2. Лица с криминальным прошлым, если вменённая им статья отнесена к определённой категории преступлений. Эта категория трудовых лишенцев создана в 2011—2012 годах. Видимо при установлении запрета законодатели ориентировались не на тяжесть той или иной статьи и даже не на её название, а на название главы Уголовного кодекса, в которую эта статья включена. Потому попали в эту категорию все те, кто привлекался за преступления против жизни и здоровья, свободы, чести и достоинства личности (за исключением незаконного помещения в психиатрический стационар, клеветы и оскорбления), половой неприкосновенности и половой свободы личности, против семьи и несовершеннолетних, здоровья населения и общественной нравственности, основ конституционного строя и безопасности государства, а также против общественной безопасности. Подавляющее большинство лишенцев из этой категории привлекалось за неуплату алиментов (преступление против семьи и несовершеннолетних), побои (против жизни и здоровья), угроза убийством (та же), причинение лёгкого или средней тяжести вреда здоровью (та же). Этой категории лишенцев Трудовой кодекс установил пожизненный и безусловный запрет на работу в образовательных организациях, в культурных учреждениях для детей, а также в организациях, занимающихся лечением детей. Запрет касается всех должностей — от дворника до директора. Запрет распространён на все образовательные организации — детские сады, школы, колледжи. Запрет также касается всех преподавателей вузов, несмотря на то, что они с детьми не работают. Что касается остальных вузовских работников (бухгалтерии, отдела кадров, научного персонала, технического персонала и т. д.), то видимо этот запрет их не касается. Создание этой категории вызвало ряд скандалов. Трудовые лишенцы этой категории, имеющие погашенную судимость за нетяжкие составы преступлений упомянутых разделов Уголовного кодекса (кроме половых) получили право на работу в означенных учреждениях, но с условием, что принесут справку из комиссии по делам несовершеннолетних. Такое же право получили лишенцы этой категории, в отношении которых уголовное дело было прекращено по амнистии, за примирением сторон, за истечением срока давности. Однако Конституционный суд признал, что лица с непогашенной судимостью за нетяжкое преступление соответствующего раздела Уголовного кодекса должны быть уволены вне зависимости от их заслуг и обстоятельств совершения преступления. Им срок пребывания в этой категории трудовых лишенцев определён на период до погашения судимости.
Численность лиц с криминальным прошлым в России очень велика. По оценке бывшего первого заместителя председателя Верховного суда Российской Федерации только лица с судимостью составляли в 2008 году около 15 млн человек или четверть взрослого мужского населения России. К этой цифре надо прибавить большое число граждан, уголовные дела которых были прекращены по нереабилитирующему основанию.
Дискриминация в трудовой сфере по полу и возрасту. Здесь в последние годы государство приняло меры по борьбе с дискриминацией. До 2013 года дискриминация по полу и возрасту была открытой — в объявлениях о вакансиях прямо указывали, что, например, требуется женщина до 45 лет. При этом работодатель мог никак не аргументировать, почему ему нужна именно женщина и почему именно до такого возраста. Такие объявления принимала даже государственная служба занятости населения. Только 14 июля 2013 года вступил в силу федеральный закон, запрещающий публиковать дискриминационные объявления о вакансиях. Этот закон запрещает указывать в объявлении требования к работнику, не обусловленные его деловыми качествами или федеральным законом. Список запрещённых к указанию требований очень широк и не является исчерпывающим. Закон дополнил КоАП ст. 13.11.1 «Распространение информации о свободных рабочих местах или вакантных должностях, содержащей ограничения дискриминационного характера», предусматривающую административную ответственность как для работодателя, подавшего дискриминационное объявление, так и для СМИ, которое его опубликовало. Наказание предусмотрено нестрогое — административный штраф для граждан от 500 до 1000 рублей, для юридических лиц от 10000 до 15000 рублей, для должностных лиц от 3000 до 5000 рублей. Введение статьи привело к исчезновению из баз государственных служб занятости, а также из СМИ, дискриминационных объявлений о работе. Судебная практика показывает, что по ст. 13.11.1 КоАП наказывают за объявления, дискриминирующие не только по возрасту или полу, но и по другим признакам.
В Уголовном кодексе есть статья 145.1, предусматривающая наказание за невыплату зарплат, пенсий и стипендий свыше 2 месяцев из корыстных или иных побуждений. Официальная судебная статистика говорит, что применяется она очень редко (а наказание по ней обычно не связано с реальным лишением свободы): в 2009 году по ст. 145.1 УК РФ осуждено 162 человека, из которых реальное лишение свободы (до 1 года) получили только двое, 39 осуждены условно, а 117 приговорены к штрафу. В 2014 году по статье 145.1 осуждены 155 человек (из них 29 эта статья была вменена вместе с другими обвинениями): лишение свободы не получил ни один подсудимый, а 114 были назначены штрафы.

### Акции протеста против нарушения трудовых прав
В России с 2006 года практически нет массовых забастовок — формы давления на власти, распространённой в ЕС. В 1990—1999 годах в России в забастовках ежегодно участвовало от 120,2 тыс. человек до 887,3 тыс. чел. Затем забастовочное движение сократилось: в 2000 году бастовали 30,9 тыс. чел, в 2001 году — 13,0 тыс. чел., в 2002 году — 3,9 тыс. чел., в 2003 году — 5,7 тыс. чел. 2004—2005 годы были временем резкого подъёма забастовочного движения. В 2004 году бастовали 195,5 тыс. чел, в 2005 году — 84,6 тыс. чел. С 2006 года массовое забастовочное движение в России практически отсутствует и не было заметным даже в кризис 2008—2010 годов. В 2006—2014 годах в России бастовали от 10 чел. в год до 2,9 тыс. человек в год. Преобладают такие формы протеста, как жалобы в государственные органы. Крайней формой протестов являются голодовки.

## Нарушение неприкосновенности частной жизни
Различные способы слежки (такие как контроль передвижений, прослушивание телефонных переговоров, съёмки скрытой камерой, уличные видеокамеры) используются не только для борьбы с правонарушениями, но и для преследования оппозиционных политиков и гражданских активистов, для их дискредитации.

## Нарушение права на справедливое судебное разбирательство

### «Антипедофильская кампания»
В 2009 году в России было резко ужесточено наказание за сексуальные преступления против детей. В 2012 году развратные действия в отношении лиц младше 12 лет без полового сношения были приравнены к изнасилованию, повлёкшему смерть потерпевшего и стали квалифицироваться по ч. 4 статьи 132 УК РФ и влечь наказание от 12 до 20 лет лишения свободы. Убийство (часть 1 статьи 105 УК РФ) наказывается в России гораздо мягче — от 6 до 15 лет лишения свободы. Кроме того, в том же 2012 году изменения, внесённые в статью 73 УК РФ сделали преступления против половой неприкосновенности детей до 14 лет единственным деянием, за которое не назначается условный срок. При этом понятие «развратных действий» в российского Уголовном кодексе отсутствует. Пленум Верховного суда РФ в 2014 году попытался определить, что входит в состав данного преступления, но не смог. В Постановлении Пленума чётко сказано лишь, что развратные действия — это не половое сношение. После ужесточения 2012 года количество осуждённых за развратные действия против детей до 14 лет резко возросло. В 2015 году в России было осуждено по данному составу (ч. 4 ст. 132 УК РФ) 1156 человек, тогда как в 2011 году по нему осудили в РФ только 645 человек.
Насколько широко трактуется в российской судебной практике понятие «развратных действий» можно судить по тому факту, что в некоторых случаях как педофилов осуждали мужчин, которые справляли малую нужду в присутствии детей. Наличие таких фактов подтвердили в 2014 году в МВД России. Такие осуждения имели место в разных регионах России. В 2010—2011 годах подсудимые находились до суда ещё на свободе. После того, как в 2012 году развратные действия такого рода были приравнены к изнасилованию, то до суда обвиняемые находятся под стражей, а после получают длительные сроки заключения в колонии строгого режима.
Только в 2014—2015 годах Конституционный суд РФ отказал по трём жалобам, поданным на п. «б» ч. 4 ст. 132 УК РФ (Определения от 29.05.2014 г., от 21.05.2015 г. и от 23.06.2015 г.). Уполномоченный по правам человека в РФ В. П. Лукин также сообщил, что получил в 2013 году несколько жалоб от людей обвинённых в педофилии практически без всяких на то оснований, после чего изменил своё отношение к этой проблеме и выступил против проведения кампании, отметив, что в таких делах «нужна доказательность, а не эмоциональность».
О невысоком качестве следствия в России по делам о сексуальных преступлениях свидетельствует рост числа оправданных. В 2011 году российские суды оправдали по статье 132 УК РФ 7 человек, а в 2013 году (после того, как в 2012 году развратные действия в отношении малолетних приравняли к их изнасилованию) — уже 47 человек.
В России действуют группы в социальных сетях, которые занимаются «охотой на педофилов». Схема очень проста — взрослому гражданину назначают встречу от имени маленького мальчика или девочки. Вместо них на встречу приходят взрослые люди, которые ведут «жёсткий разговор», а иногда избивают пришедшего. Формально эта деятельность иногда осуждается, например, против неё выступил даже детский омбудсмен Павел Астахов. Более того, по словам одного из организаторов группы «охотников за педофилами» С. Жука, они сотрудничают с полицией. В виртуальной охоте за педофилами периодически участвует даже депутат Законодательного собрания Санкт-Петербурга В. В. Милонов.
В Новосибирске неонацистская группировка «охотников на педофилов» действовала с августа 2012 года в тесном сотрудничестве с правоохранительными органами фактически безнаказанно: пойманных группировкой «педофилов» «охотники» избивали, заставляли совершать унизительные действия (например, чистить зубы туалетным ёршиком), а потом передавали полиции для возбуждения уголовных дел. Несмотря на то, что все действия группировка снимала на видео, которые затем выкладывала в Интернет, в отношении «охотников» полицейские не принимали никаких мер, пока в 2014 году главарь группы Р. Максимов и его сторонники не были задержаны за причинение тяжкого вреда здоровью мужчине, обвинённому им в педофилии (при этом обвиняемому сотрудники полиции выражали сочувствие).

### Кампания по делам о государственной измене в 2014 — начале 2015 годов
С 2014 года в России началась волна осуждений и арестов лиц, обвинённых в государственной измене (причём под обвинение попали как учёные и государственные служащие, работающие с секретной информацией, так и лица, которым секретные сведения стали известны случайно). Журналисты и правозащитники отмечают, что в ряде случаев имело место нарушение прав обвиняемых в госизмене на справедливое судебное разбирательство. К примеру, одним из таких стало впоследствии прекращённое за отсутствием состава преступления уголовное дело многодетной матери из Вязьмы Светланы Давыдовой.

## Чрезмерные штрафы и излишне суровые наказания
Штраф долгое время в России применялся сравнительно редко. Однако, в связи с изменением в Уголовном кодексе в 2011—2012 годах были установлены высокие «кратные медведевские штрафы» за коррупционные преступления (например, по ст. 290 УК РФ Получение взятки) — от 25 тыс. до 5 млн рублей. При этом было установлено, что в случае неуплаты штрафа за коррупционное преступление, он заменяется на реальное лишение свободы. Под ст. 290 УК РФ подпадают не только государственные и муниципальные служащие, но и работники образовательных организаций (например, преподаватели, бравшие деньги за проставления зачёта или положительной оценки за экзамен). При этом минимальный размер взятки не установлен и большинство осуждённых по ст. 290 УК РФ наказаны за получение небольших сумм взяток. По данным Судебного департамента, в 2014 году по ст. 290 УК РФ осуждено 1625 человек за получение взяток, из которых 14,6 % (238 человек) — за взятки в размере до 1 тыс. рублей (менее 50 долларов), а ещё 41,9 % (681 человек) за взятки от 1 тыс. до 10 тыс. рублей. Даже незначительная сумма полученной или данной взятки могла повлечь суровое наказание — в 2015 году Гусиноозерский городской суд Бурятии приговорил местного жителя к 3-м годам реального лишения свободы в колонии строгого режима со штрафом в 3 тысячи рублей за попытку дать взятку в размере 100 рублей (менее двух долларов) полицейскому, чтобы тот не привлекал его к административной ответственности. Государственное обвинение согласилось со столь суровым приговором и он вступил в законную силу.
Летом 2016 года ситуация изменилась — в Уголовном кодексе наказание за получение и дачу взятки было значительно смягчено: получение и дача взятки на сумму до 10 тыс. руб. выделено в отдельный нетяжкий состав (ст. 291.2, которая предусматривает максимальное наказание до 1 года лишения свободы или иные виды наказания), а суд вновь получил право назначать по статьям 290 и 291 Уголовного кодекса штрафы, не являющиеся кратными сумме взятки.

## Необоснованное привлечение к ответственности за оборот наркотиков
В 2016 году Уполномоченному по правам человека в Российской Федерации поступило много обращений (в том числе коллективных) от лиц, осуждённых за незаконный оборот наркотических веществ и их близких родственников, а также от общественных организаций. Жалобы касались чрезмерной суровости приговоров по наркотическим статьям, низкого качества экспертиз, фальсификаций материалов следствия. Перечень наркотических средств, за незаконный оборот которых в России можно получить уголовное наказание, является открытым, что позволяет привлекать к ответственности лишь на основе заключения экспертов.

## Длительный срок содержания под стражей подозреваемых и обвиняемых
В России срок содержания под стражей до передачи дела в суд ограничен 18 месяцами. При этом максимальный срок содержания под стражей в период судебного разбирательства не ограничен. Это приводит к тому, что в ожидании приговора подсудимые проводят в СИЗО по несколько лет. Уполномоченный по правам человека в Российской Федерации в связи с этой практикой привела пример, когда обвиняемый в совершении растраты, пробыл под стражей более 7 лет (приговор ему вынесли в 2016 году). Такая практика приводит к тому, что длительно содержащийся под стражей обвиняемый не может претендовать на условно-досрочное освобождение.

## Акции протеста заключённых российских исправительных колоний
Периодически в российских исправительных колониях происходят акции протеста заключённых, которые утверждают, что их права нарушаются со стороны администрации, а проверки надзорных органов по жалобам осуждённых проходят формально и не приводят к наказанию виновных в нарушениях прав заключённых. Среди акций протеста заключённых выделяются бунты, индивидуальные и коллективные голодовки, а также индивидуальные и коллективные суициды.

### Бунты в российских исправительных колониях
Бунты в российских исправительных колониях случаются периодически, несмотря на то, что за это полагается уголовная ответственность. В ряде случаев бунты видимо вызваны тяжёлыми условиями содержания, а также пытками и даже убийствами заключённых. Например, в июле 2016 года более 200 осуждённых приняли участие в массовых беспорядках в хакасской колонии № 35, требуя смягчения условий содержания. Это выступление было подавлено с применением силы. Ранее, на «бесчеловечное обращение» в этой колонии с осуждёнными указывал член Совета по правам человека при Президенте Российской Федерации А. В. Бабушкин. Незадолго до бунта появилась петиция группы адвокатов о пытках в другой исправительной колонии Хакасии (№ 33).
Официальная статистика бунтов («групповых противоправных действий») в российских местах лишения свободы по годам следующая:
- 2014 год — 14 случаев;
- 2015 год — 19 случаев;
- 2016 год (первое полугодие) — 9 случаев.

### Коллективные и индивидуальные протестные суициды заключённых
Уровень индивидуальных суицидов в 2001—2012 годах вырос в три раза и в расчёте на 100 тыс. обвиняемых, подозреваемых, осуждённых составлял (чел.):
- 2001 год — 22;
- 2002 год — 27;
- 2003 год — 32;
- 2004 год — 33;
- 2005 год — 42;
- 2006 год — 42;
- 2007 год — 49;
- 2008 год — 49;
- 2009 год — 49;
- 2010 год — 56;
- 2011 год — 52;
- 2012 год — 66.

Протестные суициды в местах лишения свободы бывают индивидуальными и коллективными. Первые иногда проходят в присутствие проверяющих лиц.

### Протестные голодовки
Формой протеста являются голодовки — индивидуальные и коллективные, причём иногда они сочетаются с другими формами протеста. Например, в июле 2012 года в башкирской колонии особого режима № 4 в знак протеста против смерти от побоев одного из заключённых (он был избит сотрудниками колонии) голодовку объявили 125 заключённых, а ещё 5 заключённых пытались вскрыть себе вены). В марте того же года в исправительной колонии № 3 в городе Льгов 1046 заключённых объявили голодовку в знак протеста против повторного назначения начальником колонии Юрия Бушина (в апреле того же года в этом же исправительном учреждении вскрыли себе вены около 270 заключённых). После этого в колонии была проведена проверка, по итогам которой были привлечены к дисциплинарной ответственности 23 сотрудника исправительного учреждения.

## Социальные права
Социальные права обеспечивают достойные человека уровень жизни и социальную защищённость. К ним относят: права на социальное обеспечение (социальное страхование, пенсионное обеспечение и медицинское обслуживание), жилище, право на отдых; право на материнство и защиту детства; право нетрудоспособных родителей на заботу о них совершеннолетних трудоспособных детей.
Особую роль имеет право на социальное обеспечение, отражающее социальный характер государства, политика которого направлена на создание условий, обеспечивающих достойную жизнь и свободное развитие человека. Каждому гарантируется социальное обеспечение по возрасту, в случае болезни, инвалидности, потери кормильца, для воспитания детей и в иных случаях, установленных законом. При этом государственные пенсии и социальные пособия устанавливаются законом. К социальным правам относится также право на жилище (ст. 40). Государство гарантирует, что никто не может быть произвольно лишён жилища, но не берет на себя обязанности обеспечить каждого жилищем, хотя создаёт для этого условия тем, что поощряет жилищное строительство.
Каждый имеет право на охрану здоровья, в том числе на медицинскую помощь (ст. 41). С этой целью не только финансируются федеральные программы, но и вводится обязательное медицинское страхование, наряду с государственной и муниципальной разрешено развитие частной системы здравоохранения, поощряется деятельность, способствующая укреплению здоровья человека, развитию физической культуры и спорта, экологическому и санитарно-эпидемиологическому благополучию. Из этого вытекает конституционное право на благоприятную окружающую среду, достоверную информацию о её состоянии и возмещение ущерба, причинённого здоровью или имуществу экологическим правонарушением (ст. 42).
Право на образование гарантируется общедоступностью и бесплатностью дошкольного, основного общего и среднего профессионального образования в государственных или муниципальных образовательных учреждениях и на предприятиях. В России развивается также сеть частных образовательных учреждений. При этом государство устанавливает федеральные государственные образовательные стандарты, позволяющие предъявлять одинаковые требования ко всем видам учебных заведений.

### Низкий размер государственных пенсий
Лица, получающие разного рода государственные пенсии составляют более четверти населения России. В 2015 году государственные пенсии получали 43 млн граждан России. Негосударственное пенсионное страхование в России развито слабо — в 2015 году негосударственные пенсии в России получали только 3,6 % пенсионеров (около 1,5 млн человек), состоящих на учёте в системе Пенсионного фонда Российской Федерации. Средний размер государственной пенсии по старости остаётся низким — 12 080,9 руб. по состоянию на 1 января 2016 года (менее 200 долларов США по курсу на этот день). Однако у многих пенсионеров государственная пенсия по старости намного ниже, о чём свидетельствуют следующие данные. На 1 января 2015 года социальную доплату к пенсии до прожиточного минимума получали 5 283 309 пенсионеров. Эта доплата с 1 января 2010 года положена тем пенсионерам, которые имеют доход ниже прожиточного минимума пенсионера, который на 1 января 2015 года составлял 7161 руб. в месяц (около 100 долларов США). Доплата производится в размере разницы между размером получаемой пенсией и прожиточным минимумом пенсионера (в среднем федеральная социальная доплата в 2015 году составляла 2149,55 руб.). Так как работающим пенсионерам, которые получают пенсию ниже прожиточного минимума, не положена социальная доплата к пенсии, то численность получателей государственных пенсий в размере менее прожиточного минимума может быть много большей, чем 5,2 млн. Особенно низок размер пенсии у лиц, которые не имели высоких заработков в связи с уходом за больными родственниками.

## Право на образование в России
Одной из проблем с реализацией права на образования является нехватка детских садов и значительная очередь на получение места в муниципальном детском саду (где размер платы за содержание ребёнка намного меньше, чем в коммерческом детском саду). В связи с этой проблемой Уполномоченный по правам человека в Российской Федерации в докладе за 2016 год отметила, что в России в 60 тыс. населённых пунктах, где проживают 400 тыс. детей, нет детских садов. В очереди на получение места в детском саду на 2017 год находились 326 тыс. детей в возрасте до трёх лет. Кроме того, имеют место случаи, когда места не получают даже дети в возрасте 4 — 5 лет. В некоторых регионах России дети, имеющие только временную регистрацию по месту пребывания, находятся в дискриминационном положении: им места в детских садах предоставляют только в случае, если нет нуждающихся детей из числа тех, что постоянно проживает по месту регистрации. Такие отказы имели место в 2016 году в Москве.
28 ноября 2008 года Министерство образования РФ выпустило приказ, согласно которому сдача экзамена, позволяющего получить аттестат о среднем общем образовании, по неязыковым предметам стала возможна исключительно на русском языке, и данное ограничение сохраняется до сих пор.

## Право на обращение и лоббизм

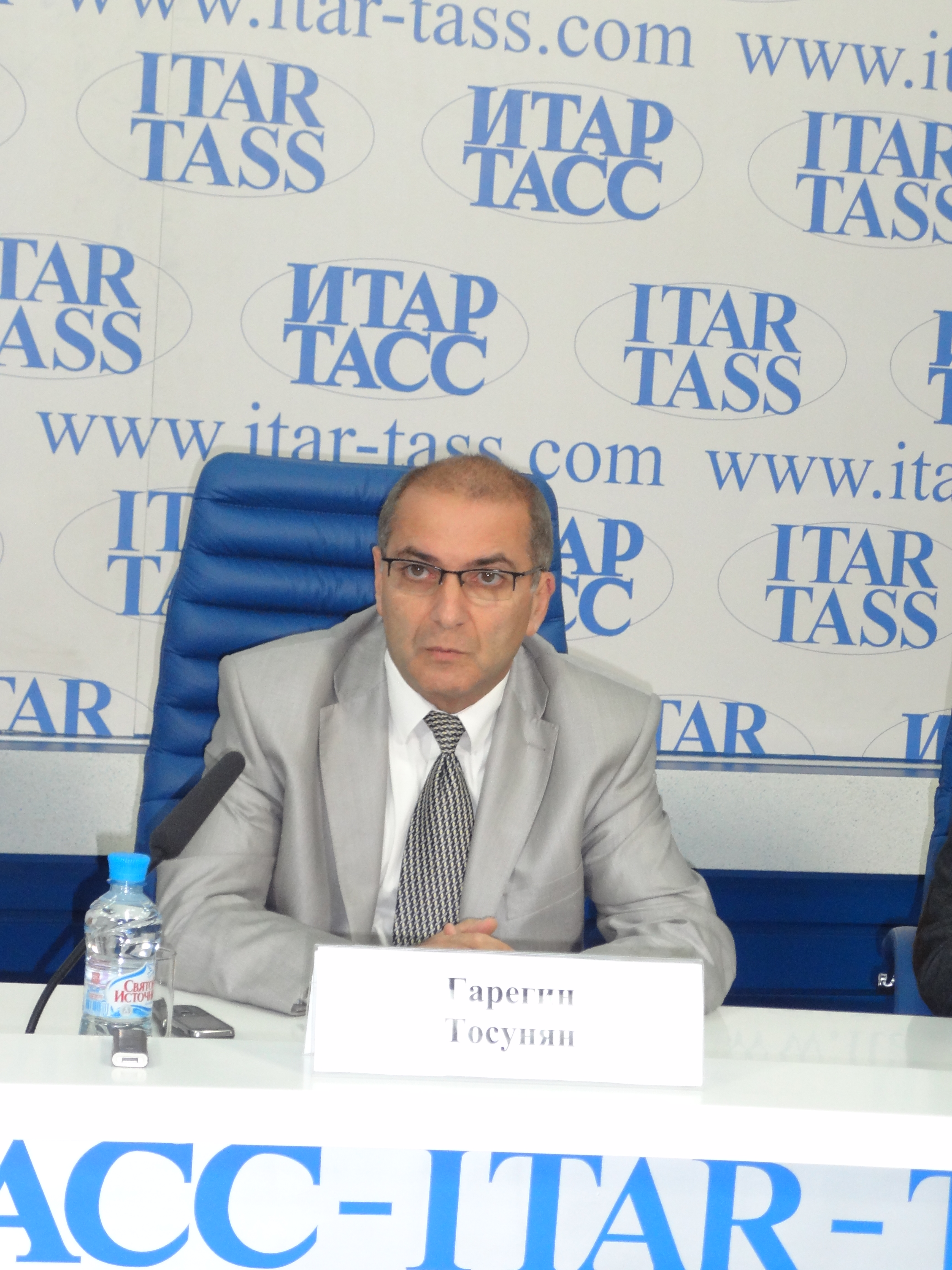
Гарегин Тосунян, глава лоббистской Ассоциации российских банков

По состоянию на 2017 год никаких нормативных актов, специально регулирующих лоббизм, в России на федеральном уровне нет. Поэтому правовой основой лоббизма фактически являются нормы Конституции Российской Федерации: п. 1 ст. 30 («каждый имеет право на объединение, включая право создавать профессиональные союзы для защиты своих интересов. Свобода деятельности общественных объединений гарантируется»), п. 2 ст. 45 (право каждого гражданина защищать свои права и свободы всеми способами, не запрещёнными законом), ст. 33 («граждане Российской Федерации имеют право обращаться лично, а также направлять индивидуальные и коллективные обращения в государственные органы и органы местного самоуправления»). На региональном уровне понятие «лоббизм» присутствует в законе «О правотворчестве и нормативных правовых актах Краснодарского края», в котором под лоббизмом понимается «деятельность специально уполномоченных на то лиц по информационному взаимодействию с правотворческим органом края с целью выражения интересов соответствующих организаций в региональном правотворчестве». Таким образом, конституционное право на обращение в России (как и в других странах) фактически становится правом на лоббирование. Только фактически в полной мере в России правом на лоббирование могут пользоваться не отдельные граждане и их некоммерческие объединения (например, профсоюзы), а прежде всего объединения представителей крупного бизнеса. О численности лоббистов в России и об объёмах их финансирования можно судить только приблизительно, так как нет никакой системы регистрации лоббистов и их обязательной отчётности. Однако некоторые оценки экономической составляющей этой сферы есть. В сентябре 2012 года Центр по изучению проблем взаимодействия бизнеса и власти в рамках подготовки ежегодного рейтинга «Лучших специалистов по связям с органами государственной власти России» провёл анонимный опрос 30 респондентов (руководителей направления, вице-президентов), отвечающих в компании за связи с органами государственной власти. При этом опрашивались руководящие работники как российских, так и западных компаний. Исследование показало, что в 2012 году в России на лоббирование было потрачено примерно 200 млн долларов, а численность лоббистов составила (только корпоративный сектор) около 1 тыс. человек.
Стоимость лоббистской кампании зависит от объекта лоббирования, характера нормативно-правового акта, а также иных обстоятельств (например, чтения, которое проходит законопроект в Государственной думе). Кроме того, иногда приходится тратить средства на отражение аргументов противников законопроекта, которые начинают вести встречное антилоббирование. Например, наиболее дорогим является лоббирование поправок в федеральный бюджет. Если законопроект предполагает существенные финансовые выгоды (ограничение для конкурентов, расширение рынка сбыта товаров и услуг), то лоббирование может длиться годами и стоить миллионы долларов. Например, лоббирование вступившего в силу законопроекта, вводящего ОСАГО (он заметно расширил круг потребителей страховых услуг) длилось 6 лет и обошлось страховщикам (по разным оценкам) до 5 млн долларов. Инициаторами законопроекта были генеральный директор страховой компании «Согласие» Игорь Жук и глава РАСОВТ Андрей Слепнёв. Средства, выделенные на лоббирование законопроекта, были потрачены на услуги лучших юристов, проведение парламентских слушаний и конференций.

## Право избирать и быть избранным
В России правом избирать наделены все граждане с 18 лет вне зависимости от их пола, имущественного положения, национальной принадлежности. Однако права голоса на выборах лишены по Конституции РФ все осуждённые к лишению свободы (вне зависимости от тяжести совершенного преступления и от срока наказания). В 2014 году таких лишенцев (осуждённых, содержащихся в исправительных колониях для взрослых и лиц, старше 18 лет, находившихся в воспитательных колониях для несовершеннолетних) в России было 551,3 тыс. человек (не считая лиц, отбывающих наказание в тюрьмах). Несколько заключённых подали на Россию в ЕСПЧ, который поддержал их («Анчугов и Гладков против Российской Федерации»). В решении ЕСПЧ, принятом единогласно («за» проголосовал и российский судья) в 2013 году, выражена позиция о том, что государство не вправе лишать активного избирательного права всех лиц, отбывающих наказание в виде лишения свободы вне зависимости от тяжести преступления. Однако российские власти в 2014 году решение не исполнили, мотивировав тем, что надо провести консультации, в том числе с академическим сообществом. В 2016 году Конституционный суд РФ установил, что решение ЕСПЧ о предоставлении заключённым, осуждённым в том числе за преступления небольшой тяжести, активного избирательного права невозможно исполнить, так как оно противоречит Конституции России; но при этом не исключил, что федеральный законодатель может установить для части заключённых (например, для отбывающих наказание в колонии-поселении) режим, сопряжённый с принудительным ограничением свободы, но при этом не влекущий ограничения их избирательных прав.
Также в России в 2012 году были лишены права быть избранными лица, когда-либо осуждённые к лишению за тяжкие и (или) особо тяжкие преступления, вне зависимости от срока, прошедшего с момента отбытия наказания. В России тяжкими считаются преступления, за которые максимальное наказание превышает 5 лет лишения свободы. По жалобам ряда граждан в 2013 году Конституционный суд РФ признал подобное бессрочное и безусловное лишение пассивного избирательного права неконституционным. В 2014 году было установлено, что лицо, осуждённое за тяжкое преступление, лишается пассивного избирательного права на 10 лет со дня снятия или погашения судимости, а за особо тяжкое — на 15 лет с того же момента.
В конце сентября 2011 года Правозащитный совет России призвал Парламентскую ассамблею Совета Европы признать ликвидацию в России института демократических выборов. «Мы вынуждены констатировать, что состояние института выборов в России в настоящее время в целом не соответствует ни международным обязательствам, ни даже национальному законодательству», — говорится в обращении. Авторы обращения отмечают, что в России отказано в регистрации и в праве участвовать в выборах и в доступе к основным СМИ целому ряду оппозиционных партий.
Согласно проведённому 19—23 августа 2011 года опросу «Левады-центра», 54 % россиян были уверены, что в выборах в Государственную Думу в России будет имитация выборов. Более половины респондентов сочла, что реальное распределение мест в Госдуме будет происходить по решению властей. В декабре 2011 года в разных городах России прошли многочисленные митинги протеста против фальсификации результатов выборов в Государственную думу. Согласно опросу «Левада-Центр», почти половина россиян поддерживают митинги против массовых нарушений на выборах.
За нарушение избирательного законодательства (в зависимости от правонарушения) в России предусмотрена административная или уголовная ответственность (вплоть до лишения свободы). Однако по официальным данным реальное лишение свободы членам избирательных комиссий за нарушение избирательного законодательства в России не назначают. По данным Судебного департамента при Верховном суде Российской Федерации, по части 1 статьи 142 Уголовного кодекса Российской Федерации за 2006 — 1 полугодие 2016 года были рассмотрены уголовные дела в отношении 83 членов избирательных комиссий, из которых ни один не получил реального лишения свободы, а каждый пятый из них был освобождён судом от наказания по амнистии или в связи с деятельным раскаянием.
В мае 2024 года был принят закон, запрещающий россиянам, включённым в реестр иностранных агентов, участвовать в выборах любого уровня.
Специальный докладчик ООН Мариана Кацарова отметила, что с 2018 по 2024 год в Федеральный закон «О выборах Президента Российской Федерации» 11 раз вносились поправки, ограничивающие избирательные права граждан и возможности общественного контроля. Также она указала на то, что на выборах 2024 года ЦИК отстранила единственных кандидатов с антивоенными платформами Бориса Надеждина и Екатерину Дунцову, после чего последняя была объявлена иностранным агентом.

## Обрезание девочек
В некоторых кавказских регионах России практикуется такой осуждённый мировым сообществом обряд как женское обрезание. По словам исследовательницы С. Сиражудиновой, традиция женского обрезания на начало 2010-х годов была массово распространена в Кизилюртовском, Кизлярском, Тарумовском и Хасавюртовском районах Дагестана среди части представителей аварских и андо-цезских народов. По оценке С. Сиражудиновой, в других регионах России женское обрезание почти не встречается — лишь в небольших закрытых группах в Чечне и в качестве единичных случаев. Обрезание делают девочкам в возрасте от 5 до 12 лет. Зашивание обычно не практикуется. Согласно опубликованному в 2016 году докладу, обрезание иногда делают в больницах, но чаще его совершают на дому лица, не имеющие медицинского образования. Сама процедура женского обрезания (нанесение надрезов, а также удаление некоторых половых органов) весьма болезненна и иногда приводит к заражению организма девочки. По словам С. Сиражудиновой, местные власти никак не реагируют на эти случаи. Что касается религиозных деятелей, прежде всего мусульманского духовенства, то его позиция видимо неоднозначна. В августе 2016 года разразился скандал, когда муфтий Карачаево-Черкесии И. А. Бердиев высказался за то, чтобы «всех женщин обрезать» и лишь после того, как его слова вызвали негодование в Интернете, заявил, что пошутил.

## Ситуация в Чечне
К апрелю 2009 г. Европейским судом по правам человека вынесено 104 решения по делам из Чечни, в самой России судами был рассмотрен ряд дел, касающихся нарушений прав человека в ходе военного конфликта (дело Буданова, дело Аракчеева и др.); отмечались также нарушения прав человека со стороны сепаратистов. Критика высказывается также в адрес гражданских властей Чечни по поводу положения женщин в республике.
По утверждению «Новой газеты», в Чечне сотрудниками правоохранительных органов были убиты 27 человек, которые были задержаны в январе 2017 года в связи с убийством сотрудника вневедомственной охраны в октябре 2016 года.

## Утверждения о похищениях людей на Северном Кавказе
Правозащитное общество «Мемориал» заявляет, что обстоятельства подавляющей части похищений людей, происходивших в Чечне, Ингушетии, Северной Осетии-Алании, Дагестане и Кабардино-Балкарии в течение 2000—2010 годов, ясно указывают на причастность к их совершению сотрудников правоохранительных органов и что сложилась целая система незаконного насилия, включающая в себя похищение людей, содержание их в незаконных секретных тюрьмах и осуществление внесудебных казней части похищенных.
В 2018 году Комитет против пыток ООН выразил обеспокоенность тем, что в Чечне в период с 2012 по 2015 год было расследовано всего два случая насильственных исчезновений, в то время как Европейский суд по правам человека вынес за тот же период более ста решений по такой категории дел.
Европейский комитет по предупреждению пыток и бесчеловечного или унижающего достоинство обращения или наказания получал сообщения и утверждения о том, что с декабря 2016 года в различных районах Чечни сотрудниками правоохранительных органов, по их инициативе или с их молчаливого согласия, в отношении большого числа людей ― в частности лиц, относящихся к ЛГБТИ, но не только их ― осуществлялись похищения и незаконные задержания, применялись тяжкие формы плохого обращения и совершались внесудебные казни. По утверждению ЕКПП, факты, обнаруженные во время визита в 2017 году, добавляют достоверности этой информации. ЕКПП неоднократно обращался к российским властям с запросами о предоставлении к соответствующим следственным документам, но ему в этом отказывали.

## Нарушения прав человека в отношении выходцев из Кавказа
Адвокаты, правозащитники и активисты общественных организаций отмечают, что права жителей Кавказа в Москве и прочих мегаполисах России зачастую ущемляются, это наиболее уязвимая группа, в представителях которой сотрудники правоохранительных органов порой видят лишь средства «заработка». Ранее интернет портал «Кавказский узел» неоднократно сообщал о проблемах выходцев с Южного и Северного Кавказа, возникающих в крупных городах России, среди которых похищения и незаконные задержания, а также отказ в возбуждении уголовных дел по их заявлениям.

## Нарушение прав ЛГБТ-сообщества
В конце 2010 года Европейский суд по правам человека установил, что запреты гей-парадов в Москве и решения по ним российских судов являются нарушением прав человека в соответствии со статьями 11, 13 и 14 Европейской конвенции по правам человека, постановив, что имела место дискриминация по признаку сексуальной ориентации и ущемления права на мирное собрание и эффективную судебную защиту. Кроме того, согласно докладам правозащитников, в России нарушения прав человека в отношении сексуальных меньшинств носят системный характер и касаются таких сфер как: права на человеческое достоинство, право на личную неприкосновенность, право на неприкосновенность частной жизни, право на участие в культурной жизни, право на равный доступ к здравоохранению, право на свободу создания организаций, право на мирные собрания и т. д.
Официально в Чечне, как части Российской Федерации, представители ЛГБТ законом не преследуются. Однако на практике в этом регионе тема гомосексуальности является социальным табу, в результате чего ЛГБТ-люди подвергаются систематическому насилию со стороны общества и сотрудников полиции. Особый резонанс получили сообщения о массовых незаконных задержаниях, пытках и убийствах чеченских геев в 2017 году. Правозащитники назвали происходящую массовую зачистку социальной группы беспрецедентной.

## Борьба со случаями торговли людьми
Российскими правоохранительными органами периодически пресекаются международные каналы торговли людьми.

## Право на обращение в международные институты по защите прав человека
Жители России, чьи права были нарушены российскими властями, вправе обратиться с жалобой против России в Комитет ООН по правам человека. Комитет ООН по правам человека может вынести рекомендации властям России, но не назначает заявителю никакой компенсации (власти России могут на основе рекомендаций комитета такую компенсацию назначить). Также вплоть до 2022 года, если человек полагал, что было нарушено его право, предусмотренное Европейской конвенцией о защите прав человека и основных свобод, он имел право обратиться в ЕСПЧ.
В 2016 году в федеральном бюджете на выплаты России по решениям ЕСПЧ было зарезервировано около 9 млн евро (600 млн рублей). Большую часть этих выплат составляют компенсации за нарушения, допущенные при уголовном судопроизводстве — в 2016 году таких компенсаций было выплачено из федерального бюджета на общую сумму в более, чем 424 млн руб., а в 2017 году — более 900 млн руб. Выплаты за нарушение уголовного судопроизводства по решениям ЕСПЧ в отношении России намного выше, чем выплаты по решениям российских судов реабилитированным лицам за незаконное уголовное преследование. Так в 2016 году в России на выплаты компенсаций за незаконное уголовное преследование было потрачено из федерального бюджета 177,7 млн рублей, а в 2017 году — только 164,7 млн руб.
Примерно три четверти вынесенных ЕСПЧ решений власти России не исполняют. Наиболее распространённой является ситуация, при которой власти России решение ЕСПЧ признают, но не исполняют. В сентябре 2018 года Совет Европы опубликовал информацию, согласно которой из 2380 решений ЕСПЧ в отношении России власти России полностью исполнили только 608, то есть 25,5 %. Кроме того, Россия — единственная страна, входящая в Совет Европы, где законодательно (по состоянию на 2017 год) предусмотрена возможность неисполнения решения ЕСПЧ. По состоянию на 2017 год власти России открыто отказались исполнять (с разрешения Конституционного суда Российской Федерации) два решения ЕСПЧ.

## Мнения и оценки
Острую критику вызвала отмена прямых выборов губернаторов в 2004 году. Многие общественно-политические силы обвиняли власти в том, что те использовали теракт в Беслане для наступления на демократические свободы.
По данным организации «Репортеры без границ», в 2008 году Россия заняла 141-е место из 173 возможных в рейтинге свободы прессы.
24 апреля 2013 года правозащитные организации Human Rights Watch (HRW) и Amnesty International (AI) одновременно обнародовали отчеты, касающиеся нарушения прав человека в России. По мнению авторов отчётов, наблюдается наихудшая ситуация в сфере соблюдения прав человека в России за минувшие 25 лет. Об этом свидетельствует содержание новых законов, регулирующих деятельность некоммерческих организаций (НКО), а также многочисленные аресты и преследования активистов оппозиции. «Мы говорим не о неряшливо написанных законах или о неумелом и неграмотном их правоприменении. Мы говорим о том, что в России разрабатываются прямые инструменты репрессий», — цитирует портал «Грани» слова директора AI по Европе и Центральной Азии Джона Дальхузена.
В 2014 году количество жалоб, поступивших к Уполномоченному по правам человека в России, резко возросло — на 43,6 % по сравнению с 2013 годом. Это свидетельствует об обострении ситуации с правами человека в России, так как к омбудсмену обращаются обычно после того как безуспешно пытались обжаловать решение государственного органа.
В 2015 году, согласно решению Европейского суда по правам человека, Россия признана главным нарушителем международной конвенции по правам человека за истёкший год.
Согласно докладу Human Rights Watch за 2019 год, в ситуации с правами человека в России наблюдается негативная динамика. За редким исключением, реакция государства на нарастающий гражданский активизм носила репрессивный характер и сводилась к запретам, ужесточению законодательства и политически мотивированным административным и уголовным преследованиям. В России часто встречаются пытки и другие виды недозволенного обращения, в особенности в местах заключения. Также широко распространено домашнее насилие, при недостаточной поддержке для пострадавших.
В опубликованном в 2022 году докладе Бюро ОБСЕ по демократическим институтам и правам человека указывается, что проводившиеся в течение последнего десятилетия законодательные реформы в России существенно изменили условия деятельности гражданского общества: отрезали его от зарубежных и международных партнеров, подавили независимые инициативы и выражение критики в адрес властей, вынудили СМИ замолчать, а также усилили давление на политическую оппозицию. Репрессивность этих мер постепенно возрастала, начиная с 2012 года, после протестных акций 2011—2012 года, и достигла пика в 2022 году, после российского вторжения на Украину. Это вынуждает неправительственные организации, борцов с коррупцией, журналистов и других представителей СМИ, правозащитников, юристов и исследователей ограничить или прекратить свою деятельность или покинуть страну.
Оценка Специального докладчика ООН
В 2024 году Специальный докладчик ООН по правам человека в России Мариана Кацарова отметила значительное ухудшение ситуации с правами человека в стране. Она указала на наличие санкционированной государством системы нарушений прав, используемой для подавления инакомыслия и гражданского общества. В России, согласно Кацаровой, отсутствуют независимые институты, что ведёт к безнаказанности; усиливаются репрессии против правозащитников, журналистов и оппозиционеров, значительно ухудшились условия их содержания в местах лишения свободы. Особую озабоченность она выразила в связи с ситуацией с политическими заключёнными, систематическое применение пыток и произвольные аресты, а также отсутствием расследований случаев насилия, включая гибель Алексея Навального.
Оценка Freedom House

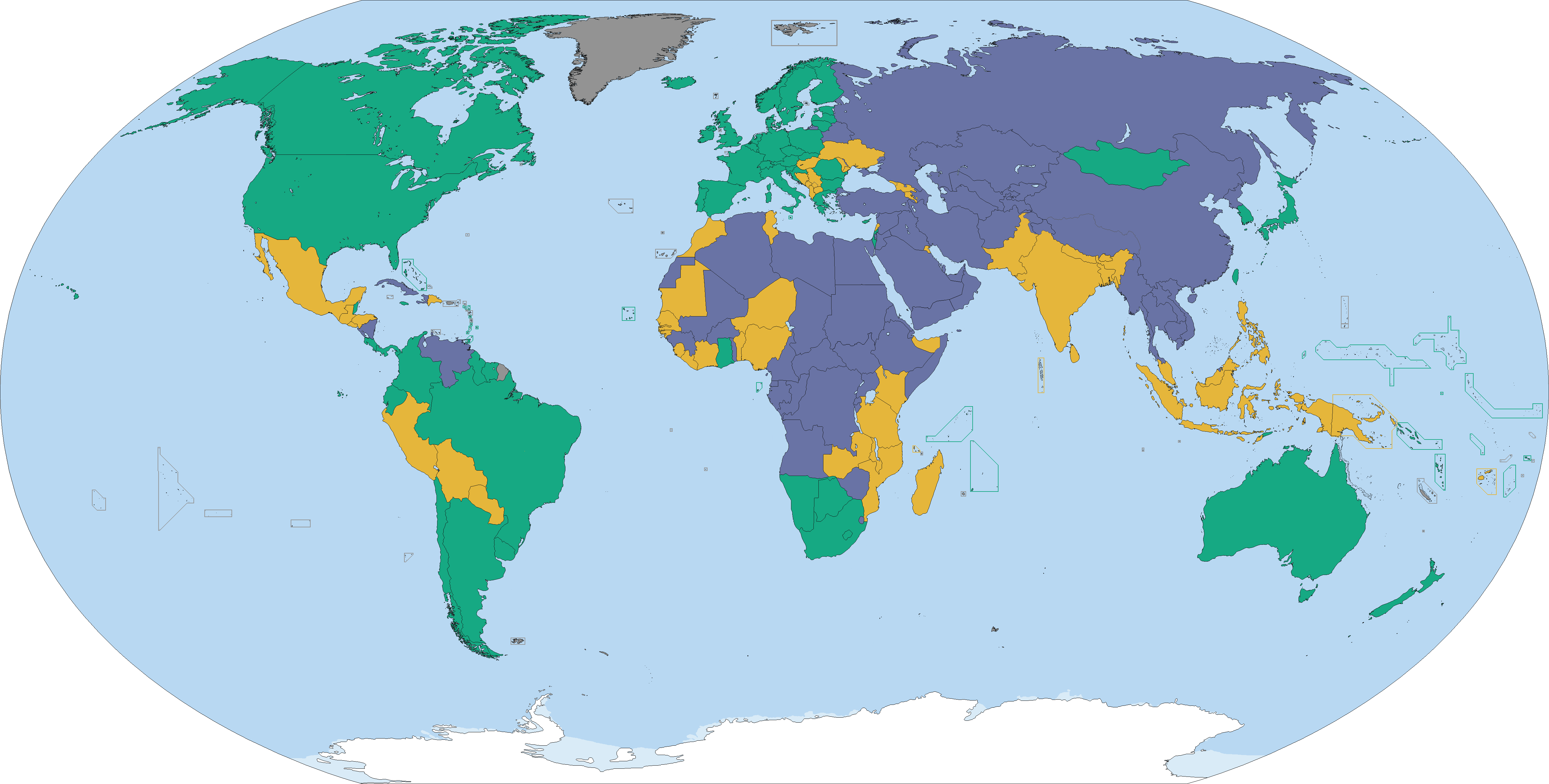
Карта с результатами исследований Freedom House за 2022 год: зелёный цвет — свободная; жёлтый — частично свободная; тёмно-синий — несвободная

Начиная с 1989 года организация Freedom House ежегодно из трёх возможных вариантов («свободное», «частично свободное» и «несвободное») присуждала России (до 1991 года — СССР) статус «частично свободной» страны. В 2004 году Россия впервые с 1989 года была причислена к категории «несвободных стран» (всего «несвободных стран» на тот момент было 49).
Основными причинами изменения категории для России стали:
- усиливающиеся тенденции к концентрации политической власти;
- устрашение и запугивание СМИ;
- политизация правоохранительной системы страны;
- возросший контроль президента над национальным телевидением и другими СМИ;
- ограничение полномочий местного руководства;
- внесение существенных изменений в избирательное законодательство.

По итогам 2008 года Россия впервые попала в группу стран, которые Freedom House квалифицирует как «консолидированный авторитарный режим», наряду с такими странами как Туркмения, Узбекистан, Таджикистан и Белоруссия. Рейтинг свободы в России согласно Freedom House составил 5,5 (наилучшее значение в этом рейтинге составляет 1,0, например, у Канады, наихудшее 7,0 — КНДР). Согласно этому рейтингу, Россия по-прежнему относится к категории «несвободных стран».
Начиная с доклада 2015 года и после аннексии Крыма Россией Freedom House понизил рейтинг России до 6,0, а также начал публикацию докладов по ситуации в Крыму, оценка свободы в котором доходит до 6,5. В своём докладе Freedom House отмечает, что в Крыму действуют оккупационные войска Российской Федерации, притесняются всякие политические права граждан, действуют ограничения свободы слова и свободы СМИ, связанные с принудительным прекращением вещания украинских телеканалов, сильно ограничивается свобода собраний, ущемляются права национальных меньшинств (Крымские татары).
В соответствии с появлением у Freedom House в 2016 году нового параметра «совокупный счёт», Россия получила по этому параметру 22 очка из 100. Это обусловлено понижением свободы самовыражения (засекречивание данных потерь Министерства обороны РФ в мирное время, более 20 000 блокированных сайтов за 2015 год по данным Роскомсвободы), свободы ассоциаций (ликвидация НКО, приводятся в пример Национальный фонд демократии и организации, связанные с Джорджем Соросом), но повышением индивидуальных прав (в соответствии с запретом на авиаперелёты в Турцию, но свободным туда перемещением по конституции), итого −1.
Уже в 2017 году совокупный счёт понизился до 20/100, а общий рейтинг свободы — до 6,5. При этом Крым в отчёте также получил совокупный счёт в размере 9 из 100. Доклад отмечает доминирование партии «Единая Россия» в Государственной думе на фоне выборов с низкой явкой; создание Нацгвардии, направленной на поддержание общественного порядка; дальнейшее уменьшение свободы слова, связанное с идеологическими кадровыми изменениями в РБК; внесение Левада-Центра в список иностранных агентов. Впервые в рейтинге оценка избирательной системы упала от 1 балла из 12 до нуля, на единицу уменьшилась оценка функционирования государства из-за продолжения коррупционных скандалов (расследования ФБК) и почти полного бездействия властей в этой сфере.
Однако, по мнению Общественной палаты Российской Федерации, МИД РФ, а также ряда общественных и политических деятелей в России, доклады организации Freedom House являются предвзятыми и необъективными, а сама организация является инструментом политики США.
Оценка Amnesty International
Согласно отчёту организации Amnesty International о состоянии прав человека в мире от апреля 2024 года, ситуация с правами человека в России в 2023 году ухудшалась; были сильно ограничены свобода слова, собраний и объединений. Критики властей подвергались произвольным арестам, получали длительные сроки лишения свободы и становились жертвами нападений, которые оставались безнаказанными. Власти использовали законодательство по борьбе с терроризмом и экстремизмом против оппозиции, критиков властей и адвокатов. Пытки и жестокое обращение были широко распространены в тюрьмах и оставались безнаказанными. Судебные процессы были несправедливыми, особенно в политических делах и делах, связанных с украинскими военнопленными. Принято трансфобное законодательство, а «движение ЛГБТ» признано экстремистским.
Отчёт коалиции организаций российского гражданского общества для Московского механизма ОБСЕ
Согласно отчёту о положении в области прав человека в России от августа 2022 года, подготовленному коалицией организаций российского гражданского общества для Московского механизма ОБСЕ, к началу вторжения России на Украину масштабные репрессии и нарушения прав человека в России затронули все сферы общества. В отчёте отмечается, что с 24 февраля 2022 года подавление достигло беспрецедентного уровня, включая усиление военной цензуры и ограничение свободы слова. Протесты подавляются насилием и уголовным преследованием, что привело к исчезновению массовых выступлений. Гражданское общество и независимые журналисты сталкиваются с жёсткими ограничениями, включая законы об «иностранных агентах» и «нежелательных организациях». В документе также подчёркивается преследование властями ЛГБТК и феминистских активистов, игнорирование проблем гендерного и бытового насилия и отсутствие эффективных механизмов противодействия расовой дискриминации. Авторами отмечалось, что недемократичные выборы исключают влияние общества на политику страны.
Оценка российских должностных лиц
В отчёте о своей деятельности за 2023 год Уполномоченный по правам человека в России Татьяна Москалькова оценила 2023 год как тяжёлый для прав человека, с многочисленными вызовами, включая санкционное давление и русофобию. Несмотря на это, она подчеркнула, что социальные и правовые гарантии прав человека в стране продолжали укрепляться, особенно для участников «специальной военной операции» и их семей. Москалькова отметила рекордный за все время её пребывания на посту рост обращений граждан (более 90 тысяч), что оценила как увеличение открытости и доверия к институту Уполномоченного. Омбудсмен подчеркнула важность соблюдения международных стандартов прав человека и раскритиковала двойные стандарты западных стран и некоторых международных организаций. По её мнению, эти различия свидетельствуют о «разном понимании самой сути прав человека, их соблюдения и защиты». Она также акцентировала внимание на необходимости укрепления национальной системы защиты прав граждан.
В октябре 2024 года глава российского Совета по правам человека Валерий Фадеев заявил, что в современной России нет политических репрессий. По его мнению, в России применяются «минимальные ограничения к тем, кто фактически выступает на стороне врага», являющиеся не репрессиями, а «минимальными санитарными мерами». При этом под противником он подразумевал западные страны.